# He, Du!
He, Du! ist ein deutscher Liebesfilm der DEFA von Rolf Römer aus dem Jahr 1970.

## Handlung
Berlin, kurz vor Weihnachten: Die 28-jährige Ellen Volkmann ist eine engagierte Lehrerin. Als sie bei einer Vertretungsstunde erkennt, dass Schüler zwar Bruno Apitz’ Roman Nackt unter Wölfen als Schullektüre lesen müssen, mit den Ereignissen hinter dem Roman aber nichts mehr anzufangen wissen, sieht sie das auch als Versagen ihrer Kollegen und beruft eine Lehrerkonferenz in der Schule ein. Auch in ihrer Klasse erkennt sie, dass einzelne Schüler besondere Hilfe brauchen. Der 12-jährige Peter trinkt und raucht bereits. Sie besucht seine Eltern – die Mutter ist allein mit dem Kind, da der Vater stets im Ausland arbeitet. Unterstützung erhält sie vom Onkel des Jungen, dem Baubrigadier Frank. Als der erfährt, was sein Neffe so anstellt, verabreicht er ihm Bier mit Rizinusöl. Ellen ist von den Erziehungsmethoden wenig begeistert, findet jedoch Gefallen am bodenständigen Frank. Er ist so ganz anders als ihr Kollege Horst Bach, der schon viele Jahre mit ihr befreundet ist und sie aus Gewohnheit auch heiraten wollen würde.
Ellen erhält Besuch von ihrer Schwester Ulli. Beide besuchen ein Konzert und wollen zusammen in den Winterurlaub nach Thüringen fahren. Anschließend planen sie, anlässlich des Schulabschlusses vor zehn Jahren zum Klassentreffen zu gehen. Kurz vor der Abfahrt kommt es zu einem Zusammentreffen von Frank und Horst, das vor allem Frank zweifelnd zurücklässt. Liebt Ellen ihn überhaupt? Ellen nutzt den Winterurlaub, um sich über ihre Gefühle klarzuwerden. Frank reist unterdessen geschäftlich nach Budapest, wo er die Silvesternacht mit einer Kollegin verbringt, am nächsten Morgen jedoch ernüchtert erwacht. Er fährt im neuen Jahr zurück nach Berlin und sucht Ellen auf, die jedoch zum Klassentreffen gefahren ist. Er reist ihr nach Moritzburg nach und holt sie vom Treffen ab. Die Nacht verbringen sie im Elternhaus Franks. Der nächste Morgen bringt Unsicherheit auf beiden Seiten, da sich keiner seine Gefühle für den anderen eingestehen will. Erst nach der Lehrerkonferenz wartet Frank auf Ellen und verspricht, nun jeden Tag auf sie zu warten.

## Produktion
He, Du! wurde 1969 unter anderem in Berlin gedreht. Er erlebte am 29. Januar 1970 im Berliner Kino International seine Premiere.
Der Film war das Regiedebüt von Rolf Römer, der auch das Drehbuch verfasste. Die Rolle des Maxe Krahl wird aber nicht, wie vielfach behauptet, von ihm gespielt, sondern von seinem Vater, der ebenfalls den Namen Rolf Specht trägt.
Etta Cameron hat im Film einen Kurzauftritt. Während eines Konzerts, das Ellen und Ulli besuchen, singt sie den Titel Jungle City, USA.

## Kritik
Die zeitgenössische Kritik befand, dass der Film zwar viele Aspekte anspreche, so den Krieg in Vietnam, die Rassenunruhen in den USA und die Verantwortung der Lehrer, dies alles jedoch nur „angetippt, gestreift, mit teils altklugen, teils plakativen Dialogen abgehandelt“ werde. Andere Kritiker bemängelten, dass der Film nur die positiven Seiten der DDR zeige und sich scheue, Konflikte tiefer auszuloten.
Der film-dienst befand: „Am Beispiel der Liebe einer jungen Lehrerin zu einem Baubrigadier wird der misslungene Versuch unternommen, sozialistische Lebenshaltung in der Auseinandersetzung mit Problemen des Alltags in der DDR aufzuzeigen. Ein beflissen fortschrittlicher, dabei künstlerisch höchst unsicherer Film, interessant vor allem als zeitkritisches Dokument.“
Cinema sah im Film „ideologisch geschnitzte Vorbilder aus dem ‚Arbeiter- und Bauernstaat‘. Fazit: Nee, wat war es schön in der DDR…“